# Hotelclassificatie

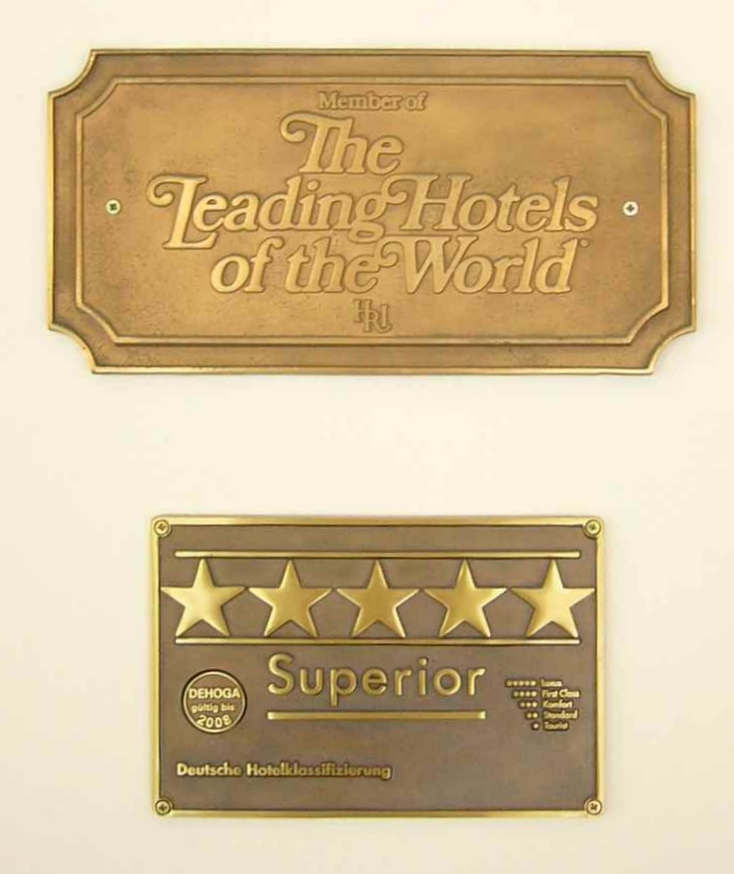
Een vijfsterrenhotel superior, hier het Hotel Kempinski Vier Jahreszeiten in München

Hotelclassificatie is een wijze om hotels in verschillende klassen in te delen. Verspreid over de wereld worden meerdere classificatiesystemen en parameters gehanteerd. De classificatie is gebaseerd op kwaliteits- en servicekenmerken zoals infrastructuur, kamerinrichting, receptie- en loungeruimtes en de geleverde service. De indeling gaat veelal door het toekennen van één tot vijf sterren. In zeer algemene termen spreekt men over hotelklasses als Tourist (★), Standard (★★), Comfort (★★★), First Class (★★★★) en Luxury (★★★★★).
Er zijn meerdere systemen, veelal uit privaat initiatief. De American Automobile Association (AAA) heeft een classificatie met één tot vijf diamanten.

## Geschiedenis
Historisch was er al een classificatie in gebruik in Firenze in 1334 waar volgens de Statuti dell'arte degli Albergatori della Città e Contado di Firenze herbergiers moesten voldoen aan minimumnormen in de omgang met hun gasten en vervolgens als gildeteken en kwaliteitslabel een vermiljoenkleurige achtpuntige ster konden inzetten, "Quod nulles possit tenere insignam albergariae nisi fuerit de hac arte.". In de 19e eeuw werden quotaties toegekend door de Brit John Murray sinds 1836 in Murray's Handbooks for Travellers, door Thomas Cook sinds 1845 met zijn Cook's Travellers Handbooks, sinds 1853 door de Duitser Karl Baedeker in zijn Baedeker reisgidsen, uiterst herkenbaar door hun rode kaft. Hij werd in 1862 gevolgd door Joseph Meyer met diens Meyers Reisebücher, en in 1863 verscheen de eerste Bradshaw's Guide, waar George Bradshaw weliswaar vooral informatie over treinreizen verzamelde, maar hierin ook hotelclassificaties opnam. 
Het Amerikaanse tijdschrift Forbes heeft de Forbes Travel Guide, die in 1958 als Mobil Travel Guide met een classificatie begon.

## Europa
In vele Europese landen wordt de classificatie gehanteerd van de Hotelstars Union (HSU). De organisatie, opgericht in 2009, is actief in negentien landen, zijnde Azerbeidzjan, België, Denemarken, Duitsland, Estland, Georgië, Griekenland, Hongarije, Letland, Liechtenstein, Litouwen, Luxemburg, Malta, Nederland, Oostenrijk, Slovenië, Tsjechië, Zweden en Zwitserland en heeft een classificatie toegekend aan meer dan 22.000 hotels. De classificatie is een voortzetting van het stelsel zoals opgezet door de Duitse organisatie Dehoga. HSU werkt ook met een tot vijf sterren, daarenboven kan bij elke sterrenkwalificatie beduidend hogere kwaliteit, evenwel onvoldoende voor een bijkomende ster, bovendien aangegeven worden met de toevoeging superior. Sinds 2022 heeft TripAdvisor bevestigd de HSU classificatie bij elk betrokken hotel te tonen.
De classificatie is een combinatie van enerzijds minimumvereisten nodig om een bepaalde sterrenclassificatie te krijgen, en anderzijds een puntensysteem waar verschillende kwaliteitselementen en servicediensten in functie van hun aanwezigheid, uitbouw en niveau meer of minder punten opleveren, punten die mee bepalen of een hotel een bepaald aantal sterren kan ontvangen, of in aanmerking kan komen voor de superior kwaliteitsnorm. Zo dient de hotelreceptie voor elk sterrenhotel steeds 24 uur per dag telefonisch bereikbaar te zijn, maar dient een receptiedesk voor een driesterrenhotel minstens 10 uur per dag bemand te zijn, voor een viersterrenhotel minstens 16 uur en voor een vijfsterrenhotel 24 uur per dag. Een naaikit moet vanaf een tweesterrenhotel op vraag beschikbaar zijn, voor een vijfsterrenhotel moet zo'n kit standaard op elke kamer aanwezig zijn. Dubbelbedden moeten minstens 2 meter op 1,80 zijn in vijfsterrenhotels maar voor elke sterrenklasse kunnen meer punten verdiend worden met bredere en langere (tot 2,20 m) bedden. En zo zijn er vereisten en criteria voor alle onderdelen van hoteldiensten en faciliteiten.

## België
België telt elf vijfsterrenhotels. In Vlaanderen hebben het Cobergher Hotel in Kortrijk, La Butte aux Bois in Lanaken, Hotel Dukes' Palace in Brugge, La Réserve Resort in Knokke en Botanic Sanctuary Antwerp in Antwerpen het vijfsterren superior label. In Brussel gaat het om Hotel Amigo en Steigenberger Wiltcher's. Andere vijfsterrenhotels zijn Kasteel van Ordingen in Sint-Truiden, Hotel Heritage in Brugge, Radisson Blu Royal Hotel in Brussel, het hotel Martin's Château du Lac in Genval en het Hotel Sanglier des Ardennes in Durbuy.

## Nederland
Per 1 juli 2003 is in Nederland de Nederlandse Hotel Classificatie (NHC) ingevoerd. Deze volgde de Benelux-Hotelclassificatie op die in oorspronkelijke vorm teruggaat tot 1985. Daarvoor werden sterren toebedeeld door het Nationaal Bureau voor Toerisme (NBT). Elk hotel in Nederland werd door het bedrijfschap horeca en catering verplicht met behulp van de NHC ingedeeld in een van de vijf sterrencategorieën, of behaalde geen sterren. Iedere categorie kende een bepaald voorzieningenniveau dat tot uitdrukking kwam in basis- en keuzenormen. De ingediende aanvraag van de ondernemer werd doorgenomen met de classificatieadviseur van het bedrijfschap in een persoonlijk bezoek. 
Bij de opheffing van het bedrijfschap horeca en catering per 1 januari 2015 is de hotelclassificatie overgedragen aan Koninklijke Horeca Nederland (KHN), de werkgeversorganisatie in de horeca branche. Op 1 januari 2016 is KHN in Nederland gestart met de invoering van de Europese hotelclassificatie. Deze vervangt per 1 januari 2017 de Nederlandse hotelclassificatie. KHN heeft de uitvoering van de hotelclassificatie onder de merknaam Hotelsterren uitbesteed aan het Centrum voor Publieke Innovatie.
Volgens de Nederlandse classificatie telt Nederland een dertigtal vijfsterrenhotels, waaronder het Amstel Hotel, The Dylan, Hotel de l'Europe, Hotel Des Indes en Kruisherenhotel. Onder meer het Okura Hotel en het Grand Hotel Huis ter Duin worden als vijf sterren superior geclasseerd.